# Кућа Кадеве Милојевић
Кућа Кадеве Милојевић се налази у селу Урсуле у општини Рековац. Кућа је ниска, приземна зграда постављена на закошеном терену. Грађена је у бондручној конструкцији са испуном од чатме. Кров је четворосливан, покривен ћерамидом. Утврђена је за културно добро као кућа у којој рођен и живео народни херој и генерал-пуковник Милоје Милојевић (1912—1984).
На кући је поводом десетогодишњице Југословенска народне армије, 22. децембра 1951. године Савез бораца НОР-а Левачког среза је поставио спомен-плоча од белог мермера димензија 0,75x0,52 метара. Спомен-плоча је постављена је на предњој фасади куће, десно од улаза и на њој је уклесан текст:
| „ | У овој кући се родио и живео народни херој Милоје Милојевић који је у току народне револуције од 1941. до 1945. године низом примера показао како се синови Југославије боре за слободу и независност своје отаџбине. Данас се такође херојски бори за изградњу социјализма у нашој земљи. | ” |